# Volejbol'nyj klub Groznyj
Il Volejbol'nyj Klub Groznyj (in russo "волейбольный клуб Грозный") è una società pallavolistica maschile russa, con sede a Groznyj.
Milita nel massimo campionato russo, la Superliga.

## Storia
Il Volejbol'nyj Klub Groznyj viene fondato nel 2006. Nella stagione 2007-08 debutta nel campionato russo, partendo dal quarto livello e classificandosi subito al primo posto, ottenendo così la promozione in Lega Maggiore B; seguono altre due promozioni: in Lega Maggiore A nella stagione 2009-10 ed in Superliga nella stagione 2011-12, dopo la vittoria del challenge match contro la Lokomotiv-Izumrud.

## Rosa 2014-2015
| N° | Nome                 | Ruolo | Data di nascita | Nazionalità sportiva |
| -- | -------------------- | ----- | --------------- | -------------------- |
| 1  | Aleksandr Gončarov   | S     | 1996            | Russia               |
| 3  | Artëm Černenko       | C     | 1993            | Russia               |
| 4  | Nikolaj Beskrovnyj   | C     | 1987            | Russia               |
| 5  | Romanas Škuljavičus  | S/O   | 1992            | Russia               |
| 7  | Isa Arsabiev         | C     | 1989            | Russia               |
| 8  | Viktor Nikonenko     | C     | 1980            | Russia               |
| 9  | Anton Anosov         | L     | 1990            | Russia               |
| 11 | Jaroslav Podlesnych  | P     | 1994            | Russia               |
| 13 | Ivan Nikišin         | S     | 1991            | Russia               |
| 14 | Pavel Tajurskij      | S     | 1991            | Russia               |
| 16 | Aleksandr Ščerbatych | L     | 1987            | Russia               |
| 17 | Konstantin Osipov    | P     | 1992            | Russia               |
| 18 | Ivan Komarov         | S     | 1992            | Russia               |